# L'ombra dell'altro
L'ombra dell'altro (A Medal for Benny) è un film del 1945 diretto da Irving Pichel.
John Steinbeck e Jack Wagner furono candidati all'Oscar per il miglior soggetto originale.

## Produzione
Il film fu prodotto dalla Paramount Pictures.

## Distribuzione
Distribuito dalla Paramount Pictures, il film uscì nelle sale cinematografiche statunitensi il 16 aprile 1945.

## Riconoscimenti
- Golden Globe 1946
  - miglior attore non protagonista (J. Carrol Naish)